# Pleurs
 Pleurs  ist eine französische Gemeinde mit 826 Einwohnern (Stand 1. Januar 2022) im Département Marne in der Region Grand Est. Sie gehört zum Arrondissement Épernay und zum Kanton Vertus-Plaine Champenoise.

## Bevölkerungsentwicklung
| Jahr      | 1962 | 1968 | 1975 | 1982 | 1990 | 1999 | 2008 | 2018 |
| Einwohner | 571  | 590  | 582  | 699  | 713  | 714  | 778  | 844  |

## Sehenswürdigkeiten
- Kirche Saint-Martin (ab 12. Jahrhundert, Monument historique)

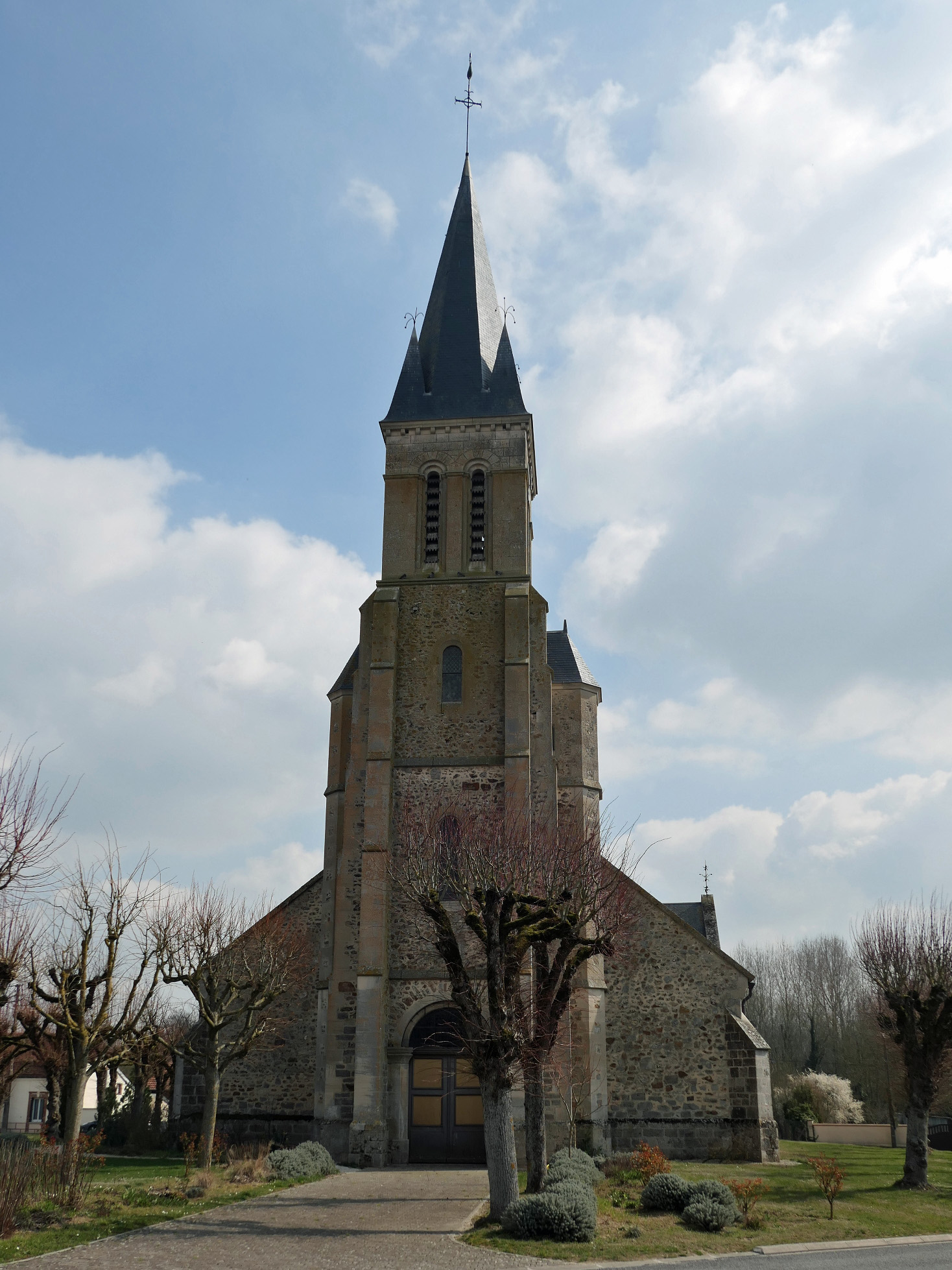
Kirche Saint-Martin

- Zisterzienserinnenabtei Le Jardin

## Persönlichkeiten
- Joseph Mauclair (1906–1990), Radrennfahrer